# Археологічний музей Шисанхан
25°09′24″ пн. ш. 121°24′18″ сх. д. / 25.1567° пн. ш. 121.405° сх. д.
Археологічний музей Шисанхан (кит.: 十三行博物館; піньїнь: Shísānháng Bówùguǎn) — археологічний музей у районі Балі, Новий Тайбей, Тайвань. Музей зберігає та демонструє артефакти археологічної пам'ятки Шисанхан.

## Історія

### Сучасність
Витоки музею сягають розкопок, проведених у Шихсанхані в 1990 році. Музей споруджено 1998 року. Музей має так званий «Міст часу», який дозволяє відвідувачам подорожувати назад у часі, щоб дослідити місцеву цивілізацію та культуру.
У 2017 році Археологічний музей Шисанхан став першим музеєм, який виставив свої артефакти за межами Тайваню, коли була організована виставка в префектурі Міядзакі, Японія, в Археологічному музеї Сайтобару, де було показано 105 артефактів з музею в Тайвані. Виставка була організована спільно науковцями та експертами обох сторін.

### Стародавня історія
Доісторичний Шисанхан був багатим поселенням, тут мешкала лише одна з двох громад на Тайвані, які опанували виплавкою чавуну. Залізні вироби, які вироблялися тут, продавалися по всьому Тайваню. Про тогочасну заможність поселення свідчить велика кількість багатих поховань у Шисанхані, які становлять ядро нинішньої колекції музею.

## Геологія
Музей розташований біля підніжжя гори Гуаньїнь біля гирла річки Тамсуй.

## Археологія
За даними археологічних розкопок поселення належить до залізної доби. Розкопано понад 300 скелетів, які були поховані у період від 1800 до 600 років тому. За словами Куо Су Чіу, звичаї поховання людей у Шихсанхані були унікальними: «Усі скелети були поховані в позі ембріона: на боці із зігнутими кінцівками. За винятком однієї дорослої жінки, яка була похована горілиць, з головою, повернутою набік, що є типовим для сучасної культури Фанцуюань (番仔園) центрального західного Тайваню».

## Транспорт
До музею можна дістатися на автобусі від станції метро Guandu Тайбея.